# 日本漢方醫學
日本漢方醫學是日本的傳統醫學之一，其是從漢醫學的基礎上發展而來。汉方的治疗方法以草药为主，但也包括传统的治疗手段，如针灸、按摩等，執業醫師稱為漢方医。

## 歷史
中医在大约7世纪至9世纪时从中国传至日本，江户时代时，为与从欧洲传入的“兰方医学”以及日本自有的“和方医学”相区别，便将源自中医的传统治疗方法称为“汉方医学”。汉方医学以《伤寒论》和《金匮要略》为主要经典。
明治年間，稱為皇方、皇漢方、和方、和漢方、東洋医学等。昭和初期，東洋医学的稱呼取代了漢方醫學。

## 現代
现代日本从1967年开始接受汉方医学药物进入健康保险允许使用的药物名单。时至今日，共有148种汉方复方药剂、241种粗药剂（饮片等）、5种粗药获得承认。

## 外部連結
- 日本東洋医学会 （页面存档备份，存于）（日語）